# Barbara (Włochy)
Barbara – miejscowość i gmina we Włoszech, w regionie Marche, w prowincji Ankona.
Według danych na styczeń 2010 gminę zamieszkiwało 1495 osób przy gęstości zaludnienia 138 os./1 km².